# زاوية السوق (بني هليل)
زاوية السوق هو دُوَّار يقع بجماعة اسطيحة، إقليم شفشاون، جهة طنجة تطوان الحسيمة في المملكة المغربية. ينتمي الدوّار لمشيخة بني هليل التي تضم 8 دواوير. يقدر عدد سكانه بـ 147 نسمة حسب الإحصاء الرسمي للسكان والسكنى لسنة 2004.

## روابط خارجية
- البوابة الوطنية للجماعات الترابية نسخة محفوظة 12 مارس 2018 على موقع واي باك مشين.
- المندوبية السامية للتخطيط